# Colonia la 27
Colonia la 27 är en ort i Mexiko.   Den ligger i kommunen Mexicali och delstaten Baja California, i den nordvästra delen av landet, 2 100 km nordväst om huvudstaden Mexico City. Colonia la 27 ligger 25 meter över havet och antalet invånare är 138.
Terrängen runt Colonia la 27 är mycket platt. Runt Colonia la 27 är det glesbefolkat, med 19 invånare per kvadratkilometer. Närmaste större samhälle är San Luis Río Colorado, 8,9 km sydost om Colonia la 27. Runt Colonia la 27 är det i huvudsak tätbebyggt.